# Giampiero Mangiarotti
Giampiero Mangiarotti (Stradella, 17 febbraio 1935 – Stradella, 18 luglio 1990) è stato un calciatore italiano.

## Caratteristiche tecniche
Giocava nel ruolo di mezzala ed era ambidestro.

## Carriera
Iniziò la carriera dopo un provino riuscito nella Vogherese che, dopo due anni passati nelle giovanili, lo fece debuttare in prima squadra a 16 anni.
Nel 1955 venne ceduto al Ravenna per sopperire alla perdite registrate nelle stagioni precedenti.
Nel 1956 fu acquistato da Paolo Mazza della SPAL, che non lo poté schierare perché dovette fare il servizio militare a Trapani. Terminata la leva, ritornò nella compagine ferrarese, ma dopo otto partite nel campionato 1958-1959 un infortunio al menisco lo costrinse a restare lontano dai campi da gioco per un anno.
Nel 1960 si trasferì prima al Modena e poi alla Pistoiese, al Varese ed al Rimini, tutte società partecipanti al campionato di Serie C.
Terminò la carriera nel 1966 nel Broni.

La rosa della SPAL 1958-59, Mangiarotti è in ginocchio, 4º da sinistra tra il portiere Riccardo Toros e Vincenzo Gasperi.

Morì il 18 luglio 1990.

## Palmarès

### Club

#### Competizioni nazionali
- Serie C: 1

Modena: 1960-1961

#### Competizioni regionali
- Promozione: 1

Vogherese: 1953-1954